# Laura Schaberg

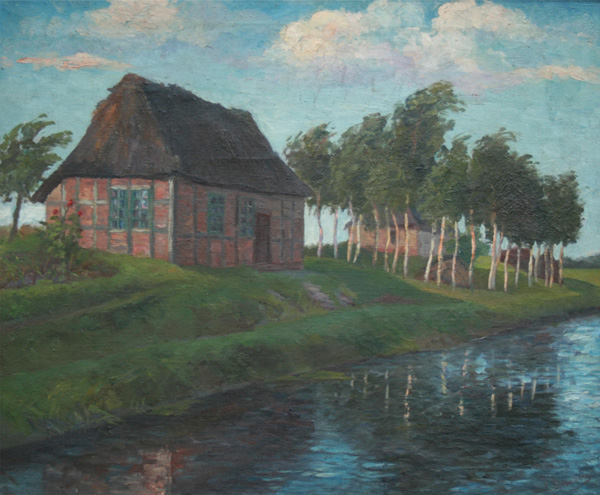
Am Torfkanal, Worpswede

Laura Schaberg (* 5. Mai 1860 [oder 1866] in Münster; † 16. Februar 1935 in Haldensleben) war eine deutsche Malerin.

## Leben
Schaberg studierte Malerei in der Berliner Malschule des Kunstprofessors Max Uth 1892–1895, in der Schule des Vereins der Berliner Künstlerinnen von 1895 bis 1898 sowie der Kunstschule in Kopenhagen (1898–1899).
Nach Abschluss des Studiums war sie von 1899 bis 1935 als Malerin und Exlibris-Künstlerin in Halberstadt ansässig. Dort gründete und leitete sie von 1901 bis 1930 eine private Malschule in der Klusstraße 1, in der sie ein Schülerinnenatelier betrieb. Sie unternahm Studienreisen nach Bornholm, nach Paris, nach Knokke und nach Zürich und hatte längere Aufenthalte 1903 in Ahrenshoop und 1905 in Worpswede.
Der Laura Schaberg-Weg in Halberstadt wurde nach ihr benannt.

## Ausstellungen
Ausstellungen in Halberstadt von 1905 bis 1930 sowie 1902 im Thür. Ausstellungsverein bildender Künstler in Jena.